# Peritaje caligráfico

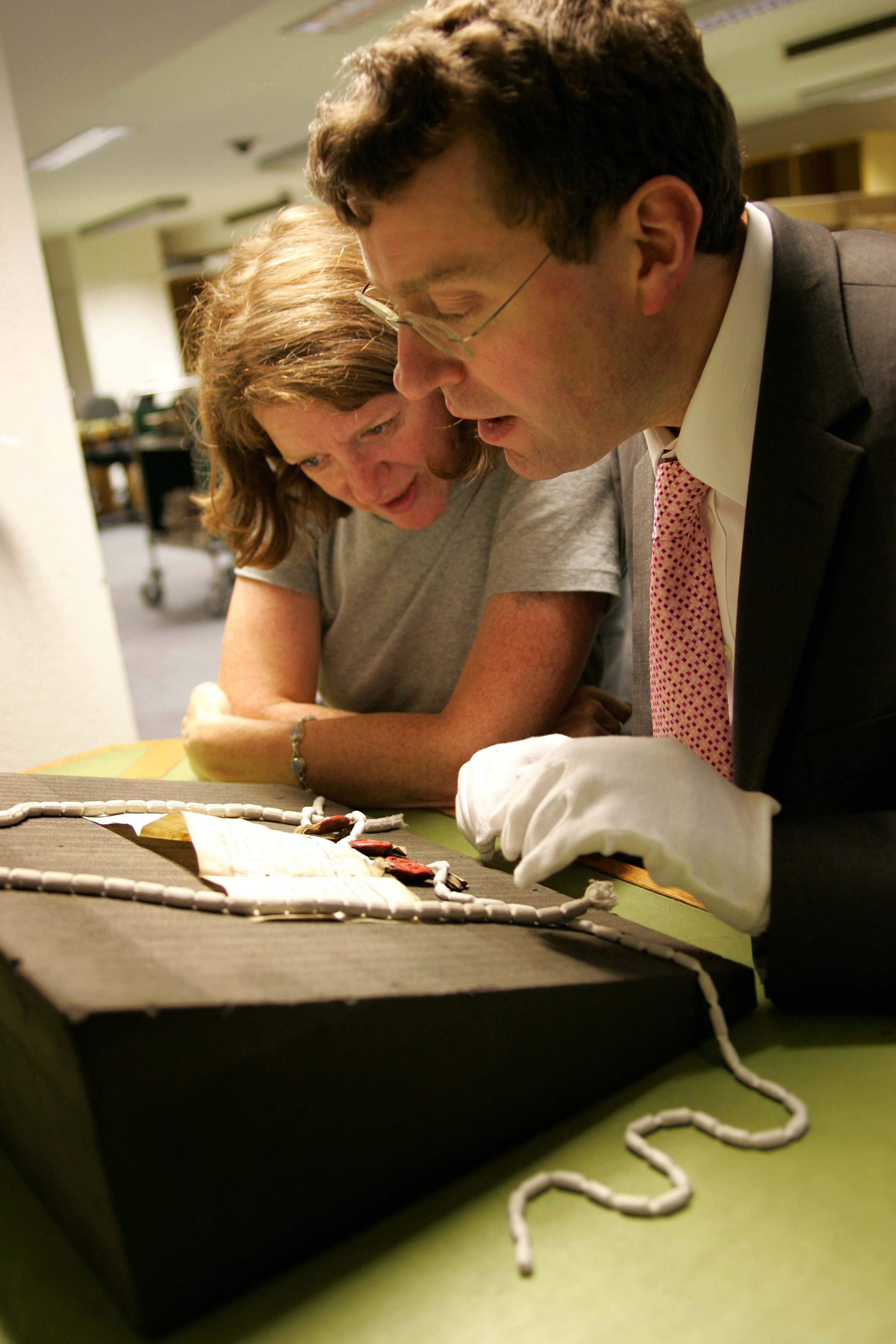
Inspección caligráfica en un archivo estatal.

El peritaje caligráfico, conocido también como grafoscopía, es una disciplina de la criminalística que tiene como propósito comparar escritos y determinar falsificaciones de documentos. Se encarga del estudio y análisis de todo tipo de documentos manuscritos, mecanografiados, impresos o reproducidos, y de las máquinas empleadas en su confección, para determinar su autenticidad, falsedad, alteraciones o manipulaciones. Este estudio incluye el análisis de escrituras manuscritas y firmas autógrafas, documentos de viajes e identidad, falsificación de papel moneda y detección de manipulaciones, alteraciones en contratos, billetes de lotería, etc.  Dentro del mundo comercial analiza principalmente firmas y evitar estafas por documentos alterados o falsificados. Dentro de los análisis puede incluirse el tipo de tinta y de papel. La caligrafía forense está aceptada judicialmente, con fines periciales de identificación de individuos, desde el tiempo de los visigodos.
Esta es una disciplina técnica y científica basada en evidencia. No se debe confundir con Grafología, una pseudociencia que pretende determinar personalidades a partir de la escritura, pero como ciencia no es reconocida porque no pasa de la prueba anecdótica.
Actualmente esta técnica es usada por las policías del mundo para determinar autenticidad de notas de suicidio, crímenes financieros, notas de secuestros, cartas anónimas, etc. 

## Peritajes comunes
- Determinación de adulteración de documentos.
- Autentificación de firmas.
- Verificar fotocopias para determinar su no adulteración.
- Autentificar escrituras manuales de documentos.
- Estudio de impresiones de letras de máquinas de escribir.
- Análisis espectrográfico de tinta.

Los peritos comúnmente son necesitados en análisis de notas de suicidio, testamentos, amenazas, cartas, etc.